# Katechetika
Katechetika je teologická disciplína, která se zabývá katechezí. Jinými slovy, katechetika je dílčí disciplína praktické teologie, která se zabývá identitou, účelem a cílem katecheze. Jednodušší definice: katechetika je systematická reflexe katecheze. 

## Související pojmy
Katecheze je označení pro jednu formu tzv. služby slova za účelem zprostředkování obsahu křesťanské víry s využitím specifických metod a didaktických dovedností. Původně se tak označovaly výklady pro katechumeny, nyní častěji jednodušší (věku přiměřené) výklady určené účastníkům různých věkových skupin. Účelem je probloubení obsahu křesťanské víry a uvádění do života z ní. 
Katecheta (katechetka) je označení pro osobu, která uskutečňuje katechezi (může jí být kněz i laik).